# 徐熙媛
徐 煕媛（シュイ・シーエン、英語名:バービィー・スー（Barbie Hsu）、1976年10月6日 - 2025年2月2日）は女優、司会者等として活動した台湾のマルチタレント。中国及び台湾では「大S」の愛称で呼ばれている。外省人(山東省）二世である。夫は韓国の歌手のク・ジュンヨプ 。

## プロフィール
- 身長 - 163cm
- 体重 - 45kg
- 血液型 - B型
- 星座 - 天秤座
- 幼名 - 珊珊
- 英語名 - Barbie Hsu
- 言語は中国語・英語・日本語
- 華崗芸術学校演劇学科卒業
- 刺青好きで、約10箇所ほど入れている[1][2]。

## 人物・来歴
徐三姉妹の次女（長女は芸能活動をしていない）。子役やCMモデルを経て、実の妹徐熙娣（シュー・シーディー、通称「小S」）とのアイドル・デュオ、S.O.S（徐氏姐妹／シスターズ・オブ・シュー、現：ASOS）として1994年に歌手としてデビューした。1995年に日本デビューも果たし、3枚の日本盤CDアルバムリリースと雑誌グラビア、イベント営業も行っている。日本のポップカルチャーに洗礼を受け、S.O.S活動当時は哈日族の旗手として注目された。渋谷原宿系雑貨の店「師母」も開いていた。
その後、バラエティ番組の司会や、音楽の作詞も手掛けるマルチタレントとして活動。2010年には菜食主義者として「動物の倫理的扱いを求める人々の会（PETA）」の活動に参加している。
台湾の人気アイドルグループF4主演の台湾ドラマ『流星花園』（日本の少女漫画『花より男子』原作）では、ヒロインの牧野つくしを演じて話題となる。周渝民（ヴィック・チョウ）と共演した台湾ドラマ『戦神〜Mars〜』（原作、日本の少女漫画）は、2005年台湾金鐘奨のドラマ部門で、一般投票で選出される「最受歓迎戯劇節目奨（最優秀ドラマ賞）」に選ばれ、女優としての地位も高めた。数多くの企業のイメージキャラクターを務めており、CMへの出演も多い。
K-POPユニットClon（クローン）のク・ジュンヨプ、『流星花園』で共演した藍正龍（ラン・ジェンロン）、2005年から周渝民（ヴィック・チョウ）とそれぞれ交際していたが、いずれも破局。2008年にはピーター・ホーと噂になるが、お互いに友達関係を強調していた。
2010年11月16日、中国の大手レストランチェーン「俏江南」（SOUTH BEAUTY）後継者の青年実業家ワン・シャオフェイ（汪小菲）と結婚。2011年3月22日、中国の海南島で挙式した。2014年4月24日、長女を出産。2016年5月14日、第2子(長男)出産。
SMAPの木村拓哉の大ファンで、本人からサプライズでビデオメッセージが届いた時には感動のあまり涙を流していた。
新型コロナウイルスの感染拡大が始まった2020年1月、日本でマスクを1万枚買い占め、武漢に送ると発表し、日台で炎上した。
2021年11月に汪小菲と離婚。2022年3月、前述のク・ジュンヨプと再婚した。
2025年、日本への春節の家族旅行中にインフルエンザを発病、2月2日に肺炎により東京の病院で死去した。翌日に妹が訃報を伝えた。48歳没。

## 出演
下記は全て台湾、中国のテレビ

### TV番組司会
- 超猛XYZ（1995年）
- 我猜我猜我猜猜猜（CTV1996年 - 2000年）
- 噪音陪審團
- 娯楽百分百（GTV、1998年 - 2006年）
- 大小愛吃（中国語版）（GTV、2007年 - 2008年）
- 魔法加油
- 週末Have FUN
- I Guess

### ドラマ
- 流星花園〜花より男子〜 （2001年）- 牧野つくし（董杉菜） 役
- 流星花園II〜花より男子〜 （2002年）- 牧野つくし（董杉菜） 役
- 斉天大聖孫悟空（中国語版）（2002年・香港ドラマ、飯島愛も出演） - 雪魄大仙 役
- 戦神〜Mars〜 （2004年）- 麻生キラ（韓綺羅） 役
- 求婚事務所第3章・情書 〜ラブレター（2004年） - 小鳥 役
- 夜半歌聲（2005年） - 童若凡 役
- チャイニーズ・ゴースト・ストーリー（中国語版）（原題：倩女幽魂、2005年） - 聶小倩 役
- ホントの恋の*見つけかた（原題：轉角*遇到愛、2007年） - 兪心蕾 役
- 泡沫の夏（原題：泡沫之夏、2010年） - 尹夏沫 役

### 映画
- 大海計画（1989年）
- 私の中に誰かがいる（中国語版）（原題：疑神疑鬼、2003年）- 林曉月 役
- シルク（原題：詭絲、2006年） - 蘇原 役
- 場外大戦覇天哥（2008年）
- カンフーシェフ（原題：功夫厨神、2008年）
- 誘惑の罠（原題：愛的発声練習、2008年） - 徐可雲 役
- コネクテッド（原題：保持通話、2008年） - 王海晴/Grace 役
- On His Majesty's Secret Service（中国語版）（原題：大内密探零零狗、2009年）　※第2回沖縄国際映画祭で上映
- ホット・サマー・デイズ（原題：全城熱恋、2010年）
- 未来警察 Future X-cops（中国語版）（原題：未來警察、2010年）- 王雪娥 役
- レイン・オブ・アサシン（原題：剣雨江湖、2010年）- 葉綻青 役
- マイ・キングダム（中国語版）（原題：大武生、2011年）- 席木蘭 役　※第4回京都ヒストリカ国際映画祭では「大武生」の原題で上映
- モーターウェイ（中国語版）（原題：車手、2012年）- 莊Sir 役
- ザ・クロコダイル 〜人食いワニ襲来〜（中国語版）（原題：百萬巨鰐、2012年)